# Congress of the People (Trinidad und Tobago)
Congress of the People (COP) ist eine sozialliberale Partei in Trinidad und Tobago. 

## Geschichte
Nach Streitigkeiten im United National Congress zwischen Basdeo Panday und Winston Dookeran gründete Dookeran, der von 1997 bis 2002 Präsident der Central Bank of Trinidad and Tobago gewesen war, am 10. September 2006 den Congress of the People. 2012 wurde Carolyn Seepersad-Bachan, zu diesem Zeitpunkt Ministerin für öffentliche Verwaltung in der Regierung der People’s Partnership, Vorsitzende der Partei.
Bei der Wahl zum Repräsentantenhaus 2015 gewann die Partei einen Sitz (Wahlkreis St. Augustine), den sie bei der Wahl 2020 wieder verlor.
Parteivorsitzender (chairman) ist (Stand: 2024) Lonsdale Williams. Die Parteiführung (leader) obliegt Kirt Sinnetten.